# Instinct
Instinct är ett musikalbum av Iggy Pop som gavs ut 1988. 

## Låtlista
1. "Cold Metal" (Iggy Pop) – 3:27
2. "High On You" (Iggy Pop) – 4:48
3. "Strong Girl" (Iggy Pop, Steve Jones) – 5:04
4. "Tom Tom" (Iggy Pop) – 3:17
5. "Easy Rider" (Iggy Pop, Steve Jones) – 4:54
6. "Power & Freedom" (Iggy Pop) – 3:53
7. "Lowdown" (Iggy Pop) 4:30
8. "Instinct" (Iggy Pop) 4:12
9. "Tuff Baby" (Iggy Pop) 4:27
10. "Squarehead" (Iggy Pop, Steve Jones) – 5:06

## Medverkande
- Iggy Pop - sång
- Steve Jones - gitarr
- Seamus Beaghen - keyboard
- Leigh Foxx - bas
- Paul Garisto - trummor